# Jama'at al-Tawhid wal-Jihad
Jama'at al-Tawhid wal-Jihad (àrab: جماعة التوحيد والجهاد, Jamāʿat at-Tawḥīd wa-l-Jihād, ‘Grup del Monoteisme i el Jihad’) va ser una organització armada activa entre 1999 i 2004, quan es va unir amb Al-Qaida per formar Al-Qaida a l'Iraq. Estava liderada pel jordà Abu Mussab al Zarqauí.

## Atacs
7 agost 2003: atemptat contra l'ambaixada de Jordània a Bagdad que va matar 17 i va ferir almenys 40. La Fundació Jamestown considera Abu Musab al-Zarqawi i Jama'at al-Tawhid wal-Jihad responsable d'aquest atac.
29 agost 2003: el bombardeig contra la mesquita xiïta Imam Ali a Najaf en què van morir l'aiatol·là Saied Mohammed Baqir al-Hakim i altres més de 85 persones, va ser reivindicat per Al-Qaida a l'Iraq (AQI). Més de 500 persones van resultar ferides.
12 novembre 2003: Un camió bomba que va explotar a Nasiriya en què van morir 17 policies paramilitars italians, 10 civils i va ferir almenys 100. La Fundació Jamestown considera Abu Musab al-Zarqawi i Jama'at al-Tawhid wal-Jihad responsable d'aquest atac.
2 març 2004: Una sèrie d'atemptats a Bagdad i Karbala en què van morir unes 178 civils xiïtes i van ferir almenys 500 durant el sagrat dia de Ashura.

## Ostatges capturats
7 maig 2004: Nick Berg, civil nord-americà decapitat. El vídeo va ser publicat a Internet. La CIA va dir que era molt probable que Abu Musab al-Zarqawi havia apunyalat el ganivet personalment.
22 juny 2004: Kim Sun-il, civil de Corea del Sud, va ser executat per decapitació. El seu vídeo també va ser publicat a Internet a la pàgina www.orgrish.com que va ser blanc d'atacs de denegació de servei.
8 juliol 2004:  Georgi Lazov i Ivaylo Kepov, civils búlgars decapitats.
2 agost 2004: Murat Yuce, civil turc mort a trets, per Abu Ayyub al-Masri.
13 setembre 2004: Durmus Kumdereli, civil turca decapitada.
20 setembre 2004: Eugene Armstrong, civil nord-americà decapitat.
21 setembre 2004: Jack Hensley, civil nord-americà decapitat.
7 octubre 2004: Kenneth Bigley, civil britànic decapitat.
29 octubre 2004: Shosei Koda, civil japonesa, que va visitar l'Iraq des de Jordània per veure el que realment estava passant, va ser decapitada. Una pàgina web islamista que va ser utilitzat pel grup d'al-Zarqawi havia publicat vídeo de Koda poc després del segrest.
El turc Aytullah Gezmen també va ser segrestat per Jama'at, però posat en llibertat després de "penedir-se".